# Ясная Поляна (Дальнереченский район)
В Анучинском районе Приморья тоже есть село Ясная Поляна.
Я́сная Поля́на — село в Дальнереченском районе Приморского края, входит в состав Ракитненского сельского поселения. Основано в 1907 году.

## География
Село Ясная Поляна находится к юго-востоку от Дальнереченска, между реками Малиновка (слева) и Ореховка (справа).
Дорога к селу Ясная Поляна отходит от автотрассы Дальнереченск — Ариадное — Кокшаровка (Чугуевский район Приморского края) между сёлами Ракитное и Зимники.
Расстояние от Ясной Поляны до районного центра города Дальнереченск около 67 км.
От Ясной Поляны на север идёт дорога к селу Ромны Красноармейского района, а на юго-восток — к селу Орехово.

## Население
| 1915 | 2002 | 2010 |
| ---- | ---- | ---- |
| 183  | ↗251 | ↘191 |

## Улицы
| - ул. Героев Даманского, - ул. Леонова, - ул. Пионерская, - ул. Степная, | - пер. Степной, - ул. Центральная, - ул. Чапаева. |

## Экономика
Жители занимаются сельским хозяйством.